# بيرث أوف فاير 6
بيرث أوف فاير 6 (بالإنجليزية: Breath of Fire 6)‏ أو بيرث أوف فاير 6:هاكوريو نو شوغوشا-تاشي (باليابانية: ブレスオブファイア6 白竜の守護者たち) ، هي لعبة فيديو من نوع تقمص الأدوار، أنتجت شركة كابكوم سنة 2015 وستصدر اللعبة في خريف 2015.